# Caspar Zdenko von Capliers

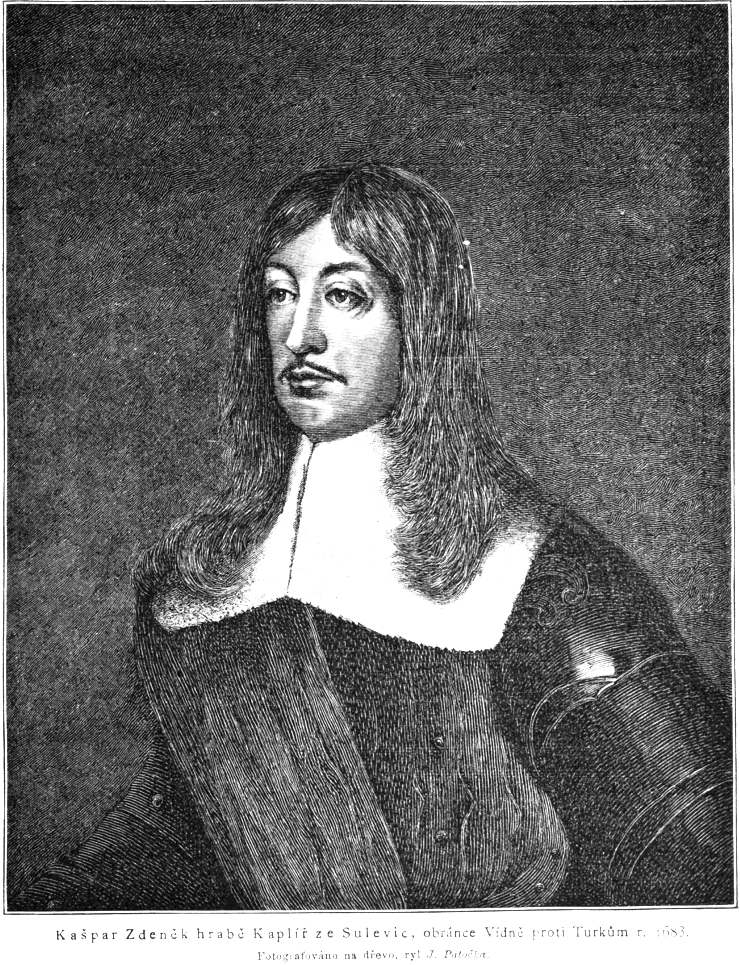
Caspar Zdenko Graf von Capliers (1611–1686)

Caspar Zdenko Graf von Capliers, tschechisch Zdeněk Kašpar hrabě Kaplíř ze Sulevic (* 1611; † 6. Oktober 1686 in Wien) war Freiherr von Sulewitz, k. k. Feldmarschall, Verteidiger von Wien und Vizepräsident des Hofkriegsrates.

## Leben
Capliers war der Sohn des Appellationsrates Albrecht Ritter von Capliers († 1614) und der Magdalena von Udritsch (Magdalena z Údrče). Nach dem frühen Tod seines Vaters übernahm sein Großvater Caspar Ritter von Capliers die Erziehung. Dieser geriet als Teilnehmer des Böhmischen Aufstandes von 1618 in Gefangenschaft und wurde am 21. Juni 1621 enthauptet, sein Vermögen eingezogen. Die Mutter floh daraufhin zu Verwandten und Caspar Zdenko wurde kaiserlicher Offizier. 1632 erbte er von einem Vetter die Herrschaft Ober-Koblitz (Horní Chobolice). Im Jahr 1642 erlangte er den Dienstgrad des Oberstwachtmeisters, 1646 des Oberstleutnants und ein Jahr später die Beförderung zum Kommandanten von acht Kompagnien Kürassieren. 1649 erhielt er das Patent auf ein Regiment Kavallerie. Mit dem Regiment zog er für die Spanier gegen die Franzosen im Gebiet von Mailand.
Im Jahr 1654 erhob ihn Kaiser Ferdinand III. in den Freiherrenstand. Im Juni 1656 wurde er zum General-Feldwachtmeister und 1661 zum Feldmarschallleutnant befördert. 1663 folgte die Berufung in den Hofkriegsrat nach Wien. Im Jahr 1671 wirkte er als Gerichtsbeisitzer im Prozess gegen die ungarischen Verschwörer Nádasdy, Zriny und Frangepan mit. Seine großen Kenntnisse im Geschützwesen verschafften ihm zunächst am 7. Juli 1673 den Posten des Generalfeldzeugmeisters, ehe er von 1674 bis 1678 das wichtige Amt eines General-Kriegskommissars bekleidete. In diese Zeit fiel auch seine Erhebung in den erblichen böhmischen Grafenstand. Der Rang wurde am 5. Februar 1676 auch auf das Römische Reich deutscher Nation ausgedehnt.
Während des Holländischen Krieges besetzten die Franzosen Freiburg im Breisgau und bedrohten Tirol. Capliers wurde das Kommando über die Truppen in Innsbruck übertragen. Nach dem Frieden von Nimwegen wurde er nach Prag gerufen. Dort weilte der Hof, da in Wien die Pest wütete. Dort nahm er an den Beratungen des Hofes über die in Böhmen ausgebrochenen Bauernunruhen teil. Capliers gehörte zur Partei derjenigen, die ein Entgegenkommen empfahlen. Am 7. März 1681 wurde er zum Vizepräsidenten des Hofkriegsrates ernannt.
Bei der Krönung von Kaiser Leopolds I. dritter Frau Eleonore Magdalene von Pfalz-Neuburg in Sopron wurde er neben dem Fürsten Schwarzenberg, dem Hofkanzler Johann Paul Hocher und dem Grafen Nostitz zu den wichtigen Verhandlungen über die Gravamina der ungarischen Stände zugezogen. Am 12. Dezember fungierte er mit dem Grafen Palffy als kaiserlicher Kommissar bei der feierlichen Hinterlegung, Versperrung und Versiegelung der ungarischen Kroninsignien.
Während der Türkenbelagerung im Jahr 1683 wurde er vom Kaiser zum Vorsitzenden des geheimen Deputiertenkollegiums bestimmt, das  während der Abwesenheit des Kaisers im belagerten Wien die Regierungsgeschäfte führte. Im Schreiben des Kaisers vom 9. Juli 1683 erhielt er uneingeschränkte Vollmachten. Er war mit der Verwaltung beschäftigt, das bedeutete Beschaffung und Verteilung des Proviantes und der Geldmittel, die Handhabung der Gesundheitspolizei, die Beistellung von Arbeitskräften, das Heranziehen tauglicher Männer zum Waffendienst etc. Aus militärischen Angelegenheiten hielt er sich heraus bis zu dem Zeitpunkt, als Graf Starhemberg verwundet wurde und sein Vertreter Graf Daun mit Fieber krank lag. Capliers übernahm nun auch das Kommando über die Verteidiger, dazu gehörte auch die Einrichtung von neuen Batterien auf der Mölker- und Löwenbastei. Vom Kaiser wurde er für seine Leistungen im Dezember 1683 zum Generalfeldmarschall ernannt und die Bürgerschaft von Wien verehrte ihm ein Geschenk von 1500 Gulden in Gold. Aber seine Kräfte waren bald am Ende. Als der polnische König Johann III. Sobieski nach erfolgreichem Entsatz von Wien in die Stadt einzog, lag er krank im Bett. Dem großen Bankett zu Ehren des Königs am 13. Dezember musste er fernbleiben. Nachfolgend besuchte der König den Grafen am Krankenbett, in Anerkennung seiner Leistungen während der Belagerung.
Capliers galt als gebildeter Mann. Er sprach Deutsch, Tschechisch, Lateinisch, Französisch und Italienisch. Auf seinem Schloss Mileschau bei Lobositz hatte er nicht nur eine große Bibliothek, sondern auch eine Sammlung mathematischer Instrumente, eine gut ausgestattete Rüstkammer und eine Bildergalerie mit Werken von Perugino, Rubens, Tizian, Guido Reni und Carlo Dolci. Er starb am 6. Oktober 1686 in Wien und wurde in der von ihm erbauten Sankt-Antonius-Kapelle in Mileschau begraben. Mit ihm starb der letzte Graf seines Geschlechts. In seinem Testament verfügte er, dass am 12. September (Tag des Entsatzes von Wien) jeden Jahres ein Hochamt in Mileschau abgehalten werde und dass zum Andenken an die 62-tägige Belagerung 62 Gulden an die Ortsarmen verteilt würden. Dies wurde noch im 19. Jahrhundert so durchgeführt.

### Familie
Er war mehrfach verheiratet. Im Jahr 1644 heiratete er  Anna von Bukovan († 1645), Tochter von Václav Bukovanský z Bukovan und Helena Černín von Chudenic und Witwe von Georg Kaplirz de Sulewicz († 1644). Nach dem Tod seiner ersten Frau heiratete er 1646 Anna Katharina von Hoyos (* 1624; † 20. Januar 1665), Tochter des Grafen Johann Balthasar von Hoyos und der Dorothea Teyfe von Gnadt. Seine dritte Frau wurde Anna Theresia Zucker von Tamfeld (* 1638; † 16. Oktober 1712), Tochter des Jaroslav Franz Zucker von Tamfeld und der Anna Sibilla Žďárský von Žďár. Alle Ehen blieben kinderlos.
Seine letzte Frau war die Witwe von Karel Kašpar Kaplíř ze Sulevic auf Nedveditz. Nach dem Tod ihres zweiten Mannes heiratete sie den Grafen Philipp Emerich Metternich von Winneburg und Beilstein (* 1625; † 1698).